# Гагнау-ам-Бодензее
Гагнау-ам-Бодензеє (нім. Hagnau am Bodensee) — громада в Німеччині, знаходиться в землі Баден-Вюртемберг. Підпорядковується адміністративному округу Тюбінген. Входить до складу району Бодензее.
Площа — 2,93 км2. Населення становить 1419 ос. (станом на 31 грудня 2020).